# Bogotázo

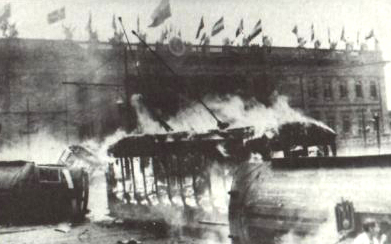
Hořící tramvaj při nepokojích v Bogotě 9. dubna 1948

El Bogotazo (nebo také Bogotázo) je označení pro masivní nepokoje, které následovaly 9. dubna 1948 po atentátu na lídra kolumbijské liberální strany a kandidáta na prezidenta, Jorgeho Eliécera Gaitána. Atentát i nepokoje se odehrály za vlády prezidenta Mariana Ospinu Péreze. Během těchto protestů byla zničena velká část centra Bogoty. Po zavraždění Gaitána se tyto nepokoje postupem času rozšířily i na venkov a eskalovaly v občanskou válku označovanou jako La Violencia. Historici považují Bogotázo za vyvrcholení napětí mezi obyvatelstvem, které zde panovalo již od roku 1930, kdy došlo k vzestupu liberální strany a masivnímu úpadku moci konzervativců. Tato politická situace trvala až do roku 1946, kdy proběhly prezidentské volby, ve kterých zvítězil Mariano Ospina Pérez a liberálové ztratili obrovskou část moci. Tento boj o politický vliv má za následek nejen La Violencia, ale i současný, v Kolumbii probíhající ozbrojený konflikt.

## Výchozí situace
9. dubna 1948 se v Bogotě odehrála Panamerická konference kvůli hrozbě začínající studené války z důvodu ovládnutí východní Evropy komunisty. Washington k této situaci potřeboval co nejrychleji vydat oficiální postoj skrz prohlášení pronesené generálem George Marshallem, hlavou americké delegace, které mělo být následně předáno ministrům států latinské Ameriky.
V tuto dobu byl Jorge Eliécer Gaitán lídrem strany liberálů a druhým nejpřednějším politikem Kolumbie po prezidentovi Ospinovi. Jeho kancelář se nacházela v centru Bogoty na rohu Carrera 7 a Calle 14. Byl také kandidátem v prezidentských volbách a díky podpoře dělnické třídy, kterou si díky svému působení získal, zde byla velká pravděpodobnost, že prezidentské volby skutečně vyhraje. Tato pravděpodobnost velmi znepokojovala jeho politické oponenty.

## Zavraždění Gaitána
Gaitán, v té době praktikující advokátskou praxi, přišel 9. dubna 1948 domů brzy ráno po vítězství soudního sporu. Do své kanceláře se vrátil okolo 9:00 ráno a až do odpoledne pracoval na své politické kampani. Ten den byl pozván na jídlo jeho politickým podporovatelem, Pliniem Mendozou Neirem. Připojili se k nim i další sympatizanti spolu s novinovým editorem. Když opouštěli restauraci, byli překvapeni skupinou ozbrojených mužů, kteří na Gaitána zepředu několikrát vystřelili. Gaitán padl k zemi a zemřel o chvíli později v nemocnici Clinica Central.

## Podezřelí z atentátu
Muž, který na Gaitána vystřelil, ihned unikl na jih skrz rozčílené davy. Policista Carlos Alberto Jiménez Díaz, který byl v tu chvíli ve službě, se snažil situaci usměrnit. Po chvíli se mu vydal muž s prosbou, ať po něm policista nestřílí. 
"No me mates, mi cabo" (nezabíjejte mě, desátníku)
S účelem vyhnout se davu se Jiménez spolu s mužem zamkl v nejbližší drogerii. Později ale někteří svědci vypověděli, že muž, který se vydal desátníkovi Jiménezovi nebyl ten samý, který vystřelil po Gaitánovi, a jediná možná podobnost byla ve stejné čepici, které na sobě ten den pachatel i vydaný měli. Majitel drogerie řekl, že po otázce, proč muž zavraždil Gaitána, odpověděl takto:
"¡Ay Señor, cosas poderosas! ¡Ay, Virgen del Carmen, sálvame!" (Ó, mocný pane! Ó, mocné to činy! Ó, svatá Carmen, zachraň mě!) 
Tyto výpovědi byly otisknuty v El Tiempo a v El Espectador.
Chvíli po uzamčení byly dveře drogerie vytrhnuty a muž byl strhnut davem. Později byla na Bolívarském náměstí před prezidentským palácem nalezena jeho mrtvola. Obličej měl rozmlácený kamenem a tělo měl zmrzačené. Gabriel Restrepo, přihlížející, našel zbytky jeho oblečení a nalezl jeho osobní doklady. Do té chvíle neznámý muž byl identifikován jako Juan Roa Sierra.
Dodnes je několik teorií o Gaitánově vraždě. Některé říkají, že byla předem naplánovaná a provedená jinými osobami okolo Juana Roa Sierry, jiné tvrdí, že Sierra nebyl skutečný vrah. Juan Roa Sierra se narodil do chudé rodiny s predispozicí k duševním onemocněním a je zde pravděpodobnost, že v době vraždy nebyl mentálně stabilní. Byl často vídán v Gaitánově kanceláři, kdy hledal práci kvůli své nezaměstnanosti. Gaitán ho však nikdy nepřijmul. Někteří Sierrovi známí vypověděli, že se Sierra nikdy nenaučil střílet ze zbraně, zatímco Gaitánův vrah vypálil několik přesně mířených střel. Podle důkazů byla zbraň, ze které bylo na politika vypáleno zakoupena dva dny před atentátem, což Sierrovi nedalo dostatek času se naučit s ní manipulovat.
Je možné, že byl atentát naplánován kvůli politickým důvodům za účelem prosazení zájmu cizích zemí. Tato teorie však nikdy nebyla potvrzena. Publikace kromě jiného uvádí, že je určitá pravděpodobnost, že se na vraždě Gaitána podíleli osobnosti jako Fidel Castro, kolumbijská komunistická strana, vláda Mariana Ospiny Péreze, jiní rivalové z liberální strany, CIA a jiní.

## Nepokoje
Radio Estación Últimas noticias řízeno Gaitánovi zpřízněnci o pár minut později toto prohlášení:
Últimas Noticias con ustedes. Los conservadores y el gobierno de Ospina Pérez acaban de asesinar al doctor Gaitán, quien cayó frente a la puerta de su oficina baleado por un policía. ¡Pueblo, a las armas! ¡A la carga! A la calle con palos, piedras, escopetas, cuanto haya a la mano. Asaltad las ferreterías y tomaos la dinamita, la pólvora, las herramientas, los machetes ...
Překlad:
Ultimas Noticias je s vámi. Konzervativci a vláda Ospiny péreze právě zavraždíla doktora Gaitána, který padl mrtev, postřelen ve dveřích své kanceláře. Lidé, do boje! Útok! Do ulic s kyji, kameny, zbraněmi nebo čímkoliv, co máte zrovna v rukou! Vražme do obchodů a vezměme si dynamit, střelný prach, nástroje, mačety...
Po tomto bylo v Bogotě celoplošně vyrobeno a použito velké množství Molotovových koktejlů, zbraní i nástrojů.
Lidé z celého města se sešli v centru. Spoustu z nich bylo bez domova nebo přišli do hlavního města za účelem uniknout násilným politickým konfliktům ve venkovské části Kolumbie. Před Clinica Central, nemocnicí, kde Gaitán zemřel, se zformoval velký dav.
V 1:20 odpoledne byl prezident Pérez informován o atentátu a svolal zasedání rady. Po nalezení odhozeného těla Juana Roa před Casa de Nariño zaútočil dav na prezidentský palác s kameny a cihlami. Dokonce bylo spáleno mnoho aut a dopravních prostředků veřejné dopravy. Do pár hodin se nepokoje rozšířily i do ostatních měst jako je například Medellín, Ibagué a Barranquilla.
Vůdci liberální strany jmenovali Daria Echandíu jako náhradu za Gaitána. Ten později z balkónu prosil davy, aby ukončily násilí, avšak marně. Obrovské množství lidí se pokusilo dobít do Casa de Nariño, kde se setkali s kolumbijskou armádou a spoustu z nich při tom zemřelo. Kanceláře patřící vládě a kanceláře novin El Siglo byly zapáleny.
Většina obchodů byla vyrabována. Lidé se ozbrojili trubkami, věšáky, sekyrkami, pilami a mačetami. K nepokojům se přidali i někteří policisté, jiní čekali na rozkazy, které nikdy nepřišly.
Kolem třetí hodiny odpolední se davy dostali do policejního ředitelství. Benicio Arce Vera, velitel policie, vyšel ven neozbrojený usměrnit davy a nařídil svým mužům, aby nestříleli. Byl ušlapán davem.
Lídři liberální strany stále setrvávali v nemocnici ochromeni náhlou ztrátou a se zhrozením, jaký chaos může nastat. Uskutečnil se hovor mezi nimi a prezidentským palácem, kdy je zvali na setkání za snahou se vyrovnat se stranovými rozdíly a najít řešení současné situace. Kvůli probíhajícím nepokojům v ulicích se ale nemohli k paláci dostat a někteří byli dokonce postřeleni. Zažádali si o vojenskou ochranu, což jim pomohlo se k paláci nakonec dostat. Pozvání však bylo uskutečněno ministry bez vědomí prezidenta Péreze, takže byl velmi překvapen, když je v paláci spatřil, a jednání o nalezení řešení dopadlo neúspěšně.
Po vraždě Gaitána nastal v Kolumbii zmatek. Obyčejní civilisté zamířili do centra a ze strachu začali plenit obchody a budovy, například ministerstvo školství, ministerstvo zdravotnictví, kanceláře veřejného prokurátora a ministerstvo komunikací. Bylo zlikvidováno i 157 budov v osobním vlastnictví v centru města. 103 z nich již nebylo možné opravit.
Spoustu lidí zemřelo v důsledku plenění a rabování. Velké množství neprodaného zboží bylo přemístěno do chudších částí města. O pár dnů později uvedl magazín Semana, že lidé začali ukradené položky prodávat za extrémně nízké ceny nebo vyměňovat za alkohol. V následujících dnech vznikl "trh ukradeného zboží" známý jako Feria Panamericana (Panamerický veletrh).
Ve snaze nepokoje uklidnit zřídil personál rádia Últimas Noticias (Gerardo Molina, Diego Montaña Cuéllar, Carlos Restrepo Piedrahita, Jorge Zalamea, Jorge Uribe Márquez, José Mar a další) revolucionářskou radu. Chtěli zavést tresty pro osoby, které zneužijí revoluční nepokoje k páchání zločinů.
Vláda po rozehnání davů, které útočily na justiční palác, projevila větší zájem o násilí ve zbytku města. Nadále bylo však prohlášení Últimas Noticias považováno jako výhrůžka. V části města byla vypojena elektřina a byla vyslána armáda za účelem přerušení vysílání tohoto rádia.
Tyto nepokoje následující po Gaitánově vraždě mají na svědomí 600–3000 lidských úmrtí. Okolo 450 lidí bylo hospitalizováno s vážnými zraněními.